# Pimoa mechi
Pimoa mechi (лат.) — вид пимовых пауков рода Pimoa (Pimoidae). Название дано по месту нахождения (Mechi District).

## Распространение
Азия, Непал (Mechi District, Taplejung, 27°N, 87°E , на высоте 2452—2720 м).

## Описание
Мелкие пауки, длина тела около 6 мм. Эпигина самок субтреугольный, вентральная и дорсальная пластинки широкие, длина почти равна ширине; спинные пластинки язычковидные, дистально тупые, длина примерно равна ширине; сперматеки овальные; протоки оплодотворения желтоватые. Карапакс самок желтоватый; грудная ямка и радиальные борозды отчетливые; стернум коричневый; брюшко чёрное с желтоватыми поперечными перевязями; ноги буроватые с чёрными кольцами-перевязями. Сходен с видами P. crispa и P. yadong. Вид был впервые описан в 2021 году китайским арахнологами Xiaoqing Zhang и Shuqiang Li (Institute of Zoology, Chinese Academy of Sciences, Пекин, Китай) по материалам из Непала.